# Екатеринински дворец
Екатерининският дворец (на руски: Екатерининский дворец) е бивш руски императорски дворец. Разположен е в днешния град Пушкин (бивше Царское Село̀) на 25 километра южно от Санкт Петербург.
Строежът на сградата е започнал през 1717 г. по заповед на императрица Екатерина I; представлява извадка от късния барок. По съветско време в двореца е открит музей. По време на Великата отечествена война дворецът е бил силно повреден. Възстановяването му отнема много години и продължава в Ленинградската школа за реставрации на строго научни основи. До завършването му има още много време.

## История
В историята и архитектурата на двореца се отразяват архитектурни тенденции от всички епохи, които е преживял дворецът, както и лични пристрастия на руските владетели по онова време.
Строежът на двореца е започнат през 1717 г. под ръководството на немския архитект Йохан Фридерих Браунщайн като лятна резиденция на императрица Екатерина I. През 1743 г. на престола се качва императрица Елисавета Петровна, която наема руските архитекти Михаил Земцов и Андрей Квасов да разширят и благоустроят двореца. Именно при нея дворецът придобива текущия си вид и стил.
През май 1752 г. наема архитекта Бартоломео Растрели да възстанови отново двореца, защото го мислела за твърде старомоден и малък. След ремонта грандиозните постройки и строителната работа, които траят 4 г. се появява съвременният дворец, напомнящ за стила на руския барок. На 30 юли 1756 г. се състои представяне на 325-метровия дворец, което шокира руските официални лица и чуждестранни гости.

## Галерия
- Кехлибарената стая
- Южна страна
- Големият дворец
- Прозорец
- Бална зала
- Синият салон
- Интериорът на двореца
- Арабесковата зала